# Soka Smitran
 (mars 2025).
Motif : Joueuse internationale suisse (nation mineure) et ayant évolué quelques saisons en D1 française mais notoriété non démontrée
- Archive Wikiwix
- Bing
- Cairn
- DuckDuckGo
- E. Universalis
- Gallica
- Google
- G. Books
- G. News
- G. Scholar
- Persée
- Qwant
- (zh) Baidu
- (ru) Yandex
- (wd) trouver des œuvres sur Wikidata

| 1. | Préciser le motif de la pose du bandeau. | Précisez le motif de la pose du bandeau en utilisant la syntaxe suivante : {{admissibilité à vérifier\|date=août 2025\|motif=remplacez ce texte par le motif}}                    |
| 2. | Informer les utilisateurs concernés.     | Pensez à avertir le créateur de l'article, par exemple, en insérant le code ci-dessous sur sa page de discussion : {{subst:avertissement admissibilité à vérifier\|Soka Smitran}} |

 (mars 2025).
Soka Smitran, née le 11 avril 1983 ou 1986 à Buchs[Lequel ?], est une handballeuse suisse. Elle évolua la majorité de sa carrière en Suisse et en France.

## Biographie
Elle évolue au poste de pivot.
En 2006-2007, avec le club du Havre, elle remporte la coupe de France. La même saison, elle atteint les huitièmes de finales de la Coupe d'Europe des vainqueurs de coupe.
En 2014, elle termine meilleure marqueuse de l'année en Suisse avec son club du TV Zofingen.